# Flatlinerz
Flatlinerz est un groupe d'horrorcore américain, originaire de Brooklyn à New York. Le groupe est le premier avoir intronisé le terme d'« horrorcore » dans leur album U.S.A. publié en 1994. Ils sont également cités par la presse spécialisée pour avoir éloigné l'industrie du rap, principalement West Coast, du gangsta rap.

## Biographie
Le groupe est formé en 1992 et se compose de Redrum (Jamel Simmons, neveu de Russell Simmons) et deux autres MC, Gravedigger et Tempest. FLM est une extension des Flatlinerz (Flatline Massive) qui incluent les artistes Butter, Mayhem, et OMN999 (Omen).
Flatlinerz publient leur unique album en date U.S.A. (acronyme de Under Satan's Authority) en 1994 au label Def Jam. C'est dans cet album que le groupe intronise pour la première fois au public le terme d'« horrorcore ». L'album atteint la 24e place des Billboard Heatseekers, et la 65e place des Billboard RnB Albums. MTV considère l'album comme « sous-estimé ». Leur single Live Evil, issu de l'album, atteint également les classements. En 2009, les vidéos des singles Live Evil et Satanic Verses sont cités par le magazine XXL dans un article concernant les « clips vidéo de hip-hop les plus sombres ». En 1995, ils publient une chanson The Fear avec Esham.
Après 20 ans d'absence, Flatlinerz annoncent, en juin 2014, leur retour. Après cette annonce, ils font la couverture du magazine Horrorcore Magazine, volume 11. En février 2015, ils annoncent la publication d'une nouvelle chanson qui serait un remix horrorcore de la chanson Truffle Butter, avec une vidéo.
Le 6 juin 2016, The Flatlinerz publient la première partie d'une trilogie EP, intitulée 6ix: Chapter 1, à son nouveau label indépendant, Horror House Entertainment. Le 6 juin 2017, The Flatlinerz publient le deuxième opus, intitulé 66ix: Chapter 2.

## Discographie

### Album studio
- 1994 : U.S.A. (Under Satan's Authority)

### Compilation
- 2014 : The Dead Rise Today - The Definitive Creepy Collection 1994-2014

### Singles
- Satanic Verses
- Live Evil (35e des Hot Rap Singles[5]
- Rivaz of Red

### EP
- 2016 : 6ix: Chapter 1
- 2017 : 66ix: Chapter 2